# 滿洲鑊
滿洲鑊（英語：Manchu Wok）是一家主要於美國及加拿大開展業務的中式快餐連鎖店，其經營概念與熊貓快餐相近（不過後者較晚開業） 。目前，餐廳在關島、日本及韓國等地的駐外美軍軍營亦設有分店，主要為當地駐守美軍服務。

## 历史
此連鎖店是由香港移民於1980年創辦。第一家店鋪於加拿大安大略省彼得伯勒市開業。現時整個連鎖店共有200家分店，主要位於購物商場。約有75%的分店是以特許經營的方式營運。
2014年大家樂集團以約789萬加元，折合約5440萬港元，售予加拿大快餐集團MTY，並估計交易會錄得約3000萬港元虧損。

## 外部連結
- 滿洲鑊官方網站 （页面存档备份，存于） （英文）